# Демчук Олександр Миколайович
Олекса́ндр Микола́йович Демчýк (нар. 8 липня 1975, Черкаси, Україна) — український військовий, державний і громадський діяч.

## Життєпис
Народився 8 липня 1975 року в місті Черкаси.
У 1993 році закінчив Криворізький ліцей з посиленою військово-фізичною підготовкою, у 1997 — Харківське вище танкове командне училище. У 2003 році стажувався на військовій базі Форт-Нокс в штаті Кентуккі в США. Протягом 2005—2006 років навчався в Національній академії оборони України.
Депутат Кіровоградської обласної ради VI скликання.
Протягом 2015—2016 років брав участь в Антитерористичній операції на сході України, був заступником командира по роботі з особовим складом гаубично-самохідного артилерійського дивізіону 79-ї окремої аеромобільної бригади.
У 2016 році закінчив Національну академію державного управління при Президентові України, з того ж року і до 2019 обіймав посаду голови Вітовської районної державної адміністрації Миколаївської області, у 2019 році — керівник апарату і керівник державної служби Миколаївської обласної державної адміністрації.
З 26 лютого 2022 по жовтень 2023 — командир 23-го окремого стрілецького батальйону.
Станом на 2025 рік був командиром 159-ї механізованої бригади.

## Нагороди та відзнаки
- Відзнака Президента України «За участь в антитерористичній операції»;
- Відзнака Президента України — Ювілейна медаль «25 років незалежності України»;
- Відзнака Міністра оборони України «Вогнепальна зброя — 9 мм пістолет АПС»;
- Медаль Міністра оборони України — «10 років сумлінної служби»;
- Нагрудний знак Міністерства оборони України — «Ветеран війни — учасник бойових дій»;
- Відзнака Головнокомандувача ЗСУ — «Сталевий Хрест»;
- Нагрудний знак — Нагрудний знак Начальника Генерального штабу ЗСУ «Учасник АТО»;
- Почесна відзнака Миколаївської обласної ради — «Хрест Святого Миколая»;
- Відзнака Кіровоградської обласної державної адіміністрації і обласної ради «За мужність і відвагу»;
- Подяка Прем'єр-міністра України.